# Valerie Solanas
Valerie Solanas (ur. 9 kwietnia 1936 r. w Ventnor City, zm. 20 kwietnia 1988 r. w San Francisco) – amerykańska radykalna pisarka feministyczna.

## Życiorys
Urodzona 9 kwietnia 1936 r. jako jedna z dwóch córek barmana Louisa Solanasa i asystentki stomatologicznej Dorothy Biond. Jej rodzice ogłosili separację w 1940 r., a w 1947 r. rozwiedli się i następnie zawarli nowe małżeństwa. Solanas była od wczesnych lat ofiarą nadużyć seksualnych ze strony ojca, ale mimo to przez większość życia utrzymywała z nim kontakt. W szkole średniej zaczęła wykazywać oznaki buntu, wagarować, a nawet atakować nauczycieli. Jako nastolatka urodziła dwoje dzieci, z czego córka Linda była wychowywana jako jej siostra, a syn David został oddany do adopcji.
W 1954 r. wstąpiła na University of Maryland w College Park, gdzie podjęła studia psychologiczne, a po uzyskaniu dyplomu przeniosła się na University of Minnesota, by uzyskać stopień magistra, ale po dwóch semestrach porzuciła edukację. Według własnej relacji finansowała swoje studia z prostytucji. W ciągu następnych lat poświęcała się pisarstwu i często zmieniała miejsce zamieszkania. Od połowy lat 60. żyła jako bezdomna na Manhattanie. W 1966 r. jej opowiadanie A Young Girl’s Primer wydało czasopismo Cavalier, które publikowało takich autorów jak Ray Bradbury, Thomas Pynchon i Stephen King. W 1967 r. napisała, a rok później wydała SCUM Manifesto (Society for Cutting Up Men), w którym dowodziła możliwości funkcjonowania społeczeństwa składającego się wyłącznie z kobiet  i obwiniała mężczyzn za wszelkie zło współczesnego świata.

Kiedy w Nowym Jorku została przedstawiona Andy’emu Warholowi, zwróciła się do niego z prośbą o wyprodukowanie jej sztuki Up Your Ass (1966). Warhol nie tylko odmówił, ale też nie zwrócił jej przysłanego scenariusza. Gdy autorka zażądała zwrotu, artysta starał się ją udobruchać m.in. propozycją zagrania w jego filmie pt. I, A Man (1968). Niezadowolona z próby pojednania Solanas poczekała, aż Warhol pojawi się w The Factory i zaczęła strzelać do niego, jego menadżera Freda Hughesa i krytyka sztuki Mario Anaya. Zamachowczyni oddała się w ręce policji i została skazana na trzy lata pozbawienia wolności. Artysta, który przeżył atak i nigdy nie doszedł potem do siebie, odmówił zeznawania przeciw niej. Solanas zeznała, że Warhol miał zbyt dużą kontrolę nad [jej] życiem.

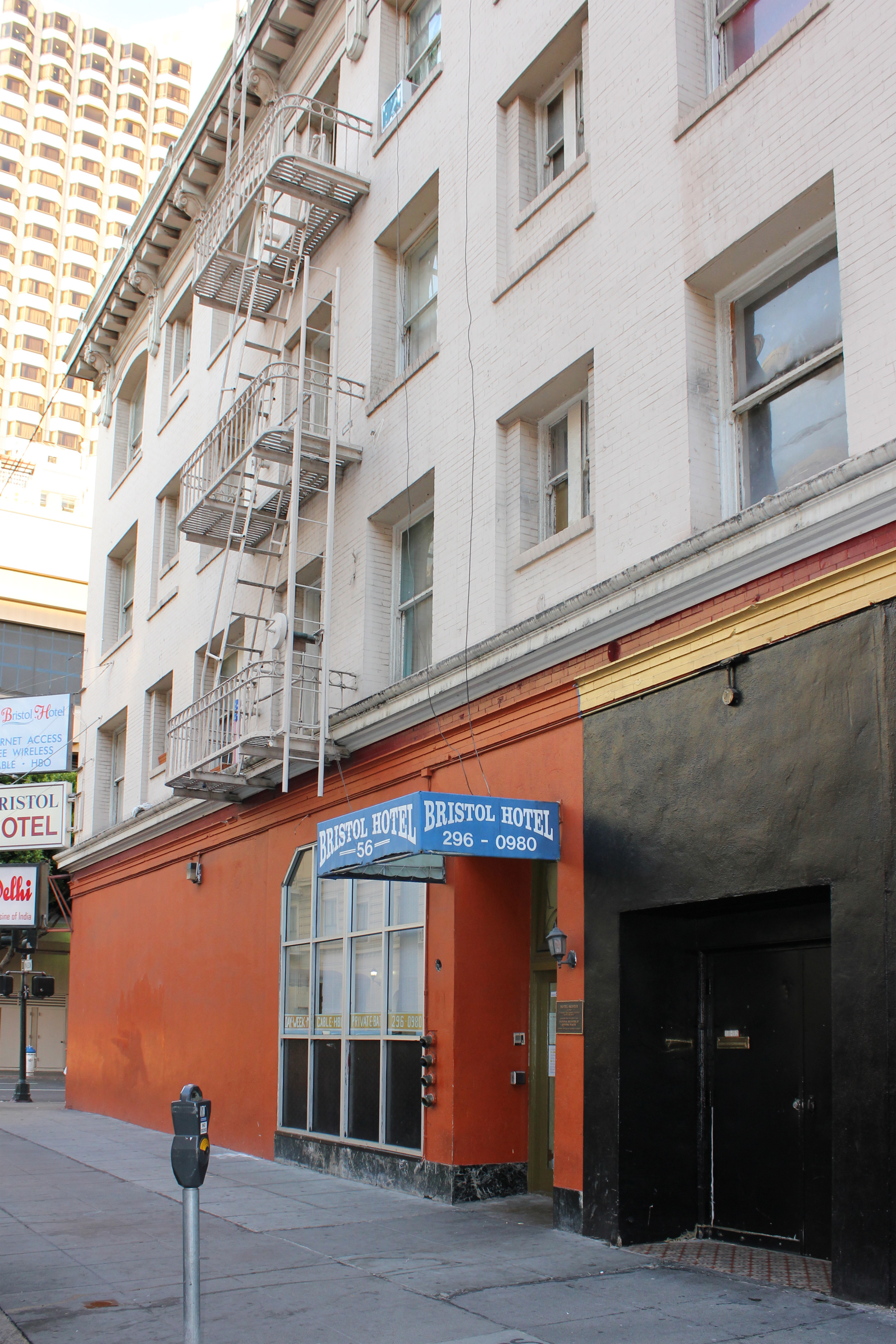
Hotel, w którym zmarła Valerie Solanas.

Zamach przyniósł nagły wzrost zainteresowania Solanas i jej pracą, ale jednocześnie spowodował rozłam w środowisku feministycznym, w tym National Organization for Women. Obrończynie Solanas, jak pisarka Ti-Grace Atkinson czy prawniczka Flo Kennedy, stały się podstawą ruchu radykalnego feminizmu i ukazywały ją jako symbol kobiecego gniewu. W związku z faktem, że następnego dnia doszło do zamachu na senatora Roberta F. Kennedy′ego, dyskusja nad zajściem stała się argumentem w ogólnej dyskusji o przemocy z użyciem broni palnej.
Solanas została oskarżona o próbę zabójstwa, napaść i posiadanie broni. Uznana za niezdolną do udziału w procesie, została wysłana na obserwację psychiatryczną w Elmhurst Hospital w Queens, gdzie zdiagnozowano u niej schizofrenię paranoidalną, a 13 czerwca Sąd Najwyższy Nowego Jorku uznał ją za niepoczytalną. W grudniu została zwolniona, ale wielokrotnie telefonowała do Warhola i innych osób z jego środowiska, co doprowadziło do jej ponownego aresztowania w styczniu 1969 r. Została osadzona w Women’s House of Detention na Manhattanie, a potem w Bellevue Hospital, po czym skazano ją na 3 lata więzienia.
Nie żałowała swojego czynu, a jedynie tego, że zamach był nieudany. Po opuszczeniu więzienia w 1971 r. nadal prześladowała Warhola, w związku z czym była ponownie kilkakrotnie aresztowana. W okresach przebywania na wolności nadal pozostawała bezdomna.
Po odbyciu wyroków pracowała przez 1,5 roku jako edytor dwutygodnika feministycznego Majority Report: The Women’s Liberation Newsletter, a także zaczęła pisać książkę. Ostatnie lata spędziła w Phoenix i San Francisco. Jej zwłoki znaleziono w zajmowanym przez nią pokoju 25 kwietnia 1988 r. w San Francisco. W toku badań ustalono, że zgon nastąpił pięć dni wcześniej z powodu zapalenia płuc.
W 1996 premierę miała sztuka poświęcona Solanas pt. I Shot Andy Warhol. W 1999 r. rękopis "Up Your Ass", który Warhol zagubił, został odnaleziony, a sztukę w 2000 r. po raz pierwszy wystawiono.